# Albertisia exelliana
Albertisia exelliana är en tvåhjärtbladig växtart som först beskrevs av Georges M.D.J. Troupin, och fick sitt nu gällande namn av Lewis Leonard Forman. Albertisia exelliana ingår i släktet Albertisia och familjen Menispermaceae. Inga underarter finns listade i Catalogue of Life.